# Jonathan Meath
Jonathan G. Meath, född 16 september 1955 i Baltimore, Maryland, är en amerikansk komiker och skådespelare.